# 嘉应府
嘉应府，清朝时设置的府。
嘉庆十一年（1806年）升嘉应直隶州置，治所在程乡县（今广东省梅州市梅县区）。嘉庆十七年（1812年），仍改为直隶州。辖境內有今广东省梅州、梅江区、梅县区、平远、蕉岭、兴宁、五华等市县地。

## 历任知府
| 姓 名  | 旗籍 | 非旗籍   | 上任时间   | 備註 |
| ------ | ---- | -------- | ---------- | ---- |
| 李秉忠 |      | 江蘇通州 | 嘉慶十二年 |      |
| 王沖   |      | 不詳     | 嘉慶十三年 |      |
| 普?    |      | 不詳     | 嘉慶十四年 |      |
| 周理   |      | 河南     | 嘉慶十四年 |      |